# Бюлетень УРЕ
Бюлетень УРЕ — неперіодичний друкований орган Головної редакції «Української Радянської Енциклопедії» під головуванням Миколи Скрипника. Вийшло три номери (№ 1 — квітень 1931; № 2 — вересень 1931; № 3 — січень 1932). Відповідальний редактор А. Ґеттлер. Наклад — 3 тис. примірників (№ 2, 3). 
Бюлетень № 1 містив редакційну статтю «Завдання бюлетеню»; промову Миколи Скрипника «УРЕ — то наша пролетарська зброя» на засіданні редакційного бюро «УРЕ» 4 груд. 1930; статті Л. Кленовича — «До методології пляну УРЕ», М. Наконечного — «До лінґвістичного оформлення УРЕ»; поточну редакційну інформацію. 
У Бюлетені № 2 опубліковано статті Л. Кленовича — «До пляну перших томів УРЕ», М. Годкевича — «Бібліографія в УРЕ», А. Ґеттлера — «Використуймо досвід БСЕ», А. Біленького — «Поліграфічне оформлення та ілюстрації УРЕ», В. Юльського — «Облік і комплектування»; редакційне повідомлення. 
Бюлетень № 3 вийшов із підзаголовком — «До ювілею: 60 роковин з дня народження та 35 років революційної діяльності Головного Редактора Української Радянської Енциклопедії М. О. Скрипника» — й подавав інформацію про життя та діяльність М. Скрипника, статтю М. Наконечного «Новий етап у розвитку літературного українського язика і М. О. Скрипник», а також повідомляв про поточну роботу редакції.